# Jupiter LXI
Jupiter LXI, cunoscut provizoriu ca S/2003 J 19, este un satelit natural al lui Jupiter . A fost descoperit de o echipă de astronomi condusă de Brett J. Gladman⁠(d) și colab. în 2003.  
S/2003 J 19 are aproximativ 2 kilometri în diametru și orbitează în jurul lui Jupiter la o distanță medie de 22,709 Mm în 699.125 zile, la o înclinație de 165° față de ecliptică (164° față de ecuatorul lui Jupiter), în sens retrograd și cu o excentricitate de 0.1961.
Aparține grupului Carme, alcătuit din sateliți retrograzi neregulați care orbitează în jurul lui Jupiter la o distanță cuprinsă între 23 și 24 Gm și la o înclinație de aproximativ 165°.
Acest satelit a fost pierdut în urma descoperirii sale în 2003.    A fost recuperat în 2018  și a primit desemnarea permanentă în acel an. 